# Clara Sainz de Baranda
Clara Sainz de Baranda Andújar (Albacete, 1980) profesora de periodismo e investigadora especialista en periodismo deportivo. Desde 2021 es directora del Instituto de Estudios de Género de la Universidad Carlos III de Madrid. Destacan sus investigaciones sobre el tratamiento del deporte femenino en los medios de comunicación.Es vicepresidenta de la Asociación para Mujeres en el Deporte Profesional.

## Trayectoria
Licenciada en Historia del Arte por la Universidad Complutense de Madrid (1998-2003) y doctora en periodismo por la Universidad Carlos III de Madrid (2008-2013) realizó la tesis  "Mujeres y deporte en los medios de comunicación. Estudio de la prensa deportiva española (1979-2010)" con la que consiguió en 2015 en Premio Lorenzo Gomis.
Entre el año 2005 y 2009 fue coordinadora de la Fase Interacademias, organizadas por la Universidad Carlos III de Madrid y la Dirección General de Reclutamiento y Enseñanza Militar (DIGEREM) del Ministerio de Defensa. 
En 2016-2017 dirigió el curso de Periodismo deportivo: "El tratamiento informativo de las mujeres en el deporte." 
Es profesora titular en el departamento de Comunicación de la Universidad Carlos III de Madrid. Está especializada en realización en medios audiovisuales, desde la etapa de desarrollo del mismo hasta la distribución: preproducción; rodaje con diferentes tipos de cámara; manejo del plató: control de realización, sonido, rotuladora, iluminación; sistemas de para la producción y gestión audiovisual y de posproducción.
Desde 2021 dirige el Instituto de Estudios de Género de la Universidad Carlos III de Madrid. Es impulsora y directora del Posgrado "Especialista en Gestión de Políticas de Igualdad". 
Desde junio de 2022 es profesora titular del departamento de Comunicación de la Universidad Carlos III de Madrid y vicedecana de ordenación académica e Infrasestructura de la misma universidad.
En la actualidad es investigadora principal en el Proyecto “Identificación de sesgos de género en inteligencia artificial. Prácticas y discursos tecnológicos, científicos y mediáticos” financiado por la AEI.
En 2023 elaboró el Estudio diagnóstico del tratamiento de la información deportiva de mujeres en el deporte: análisis del lenguaje con Heidy Sofía Ríos Urdaneta impulsado por el Consejo Superior de Deportes de España.
Es también vicepresidenta de la Asociación para Mujeres en el Deporte Profesional (AMDP).

## Invisibilización del deporte femenino en los medios
La poca presencia del deporte femenino en las noticias, es una forma más de desigualdad en el mundo del deporte. Sainz de Baranda investiga sobre los sesgos no solo del lenguaje sino también de la imagen.
La investigación realizada por Clara Sainz de Baranda en 2010 señalaba el punto de partida:  la prensa deportiva dedicaba un 5,11% de su espacio a las mujeres deportistas, mientras que un 92% se dedicaba a los hombres. Además, las mujeres aparecían solas en el 2,18% de las noticias y en el 2,93% restante, siempre iban acompañadas del mérito de algún hombre. Una gran diferencia entre el espacio y el tiempo que se dedica al deporte en los medios de comunicación según sexo del o la protagonista que todavía continúa.
Diez años después las mujeres deportistas han pasado de un 5 a un 7 por ciento en 2022. Se ha mejorado -señala Sainz de Baranda- que no hay una hipersexualización de las mujeres deportistas en las imágenes, también se ha mejorado en el lenguaje, sin embargo mayoritariamente se sigue utilizando el masculino genérico y no el femenino, con lo que se incide en la invisibilización de las deportistas.. «siguen hablando de ellas como campeones, árbitros, entrenadores…. Y ahí no hay la excusa de que es genérico».
No debe seguirse "vendiendo" la idea de la excepcionalidad de las mujeres en el deporte... "hay que normalizarlas, son mujeres profesionales en el deporte". También señala la omnipresencia del fútbol en la programación que deja atrás la visibilidad de otros deportes.

## Premios y reconocimientos
- 2009 Cruz al Mérito Militar con distintivo Blanco (BOD el 3 de enero de 2009).
- 2015 Premio Lorenzo Gomis. Congreso Internacional de la Sociedad Española de Periodística.[2]

## Publicaciones
- "Televisión Informativa: nuevos restos docentes de adaptación al EEES" (pp. 67-82) en: Métodos de innovación docente aplicados a los estudios de Ciencias de la Comunicación. (2010) Sainz de Baranda, Clara; Rosique, Gloria Coord. Javier Sierra Sánchez y Joaquín Sotelo González. Editorial Fragua. Colección Biblioteca de Ciencias de la Comunicación n. 38.
- Journalism and Social Media: How Spanish Journalists Are Using Twitter. Estudios sobre el mensaje periodístico. Carrera Álvarez, Pilar; Sainz de Baranda Andujar, Clara; Herrero Curiel, Eva (2012): 18/1, pp. 31 - 53.
- ¿Quién soy yo y quién eres tú? ¿Están transformando las redes sociales la imagen que los periodistas radiofónicos españoles tienen del público? (2012) Carrera Álvarez, Pilar; Herrero Curiel, Eva; Limón Serrano, Nieves; Sainz de Baranda Andujar, Clara y Ocaña González, Eduardo (2012): Estudios sobre el mensaje periodístico Vol. 18, pp. 223-231.
- Orígenes de la prensa diaria deportiva: El Mundo Deportivo. (2013) Materiales para la Historia del Deporte, 7-27
- Las mujeres en la prensa deportiva: dos perfiles.(2014) Cuadernos de Psicología del Deporte 14 (1), 91-102
- El género de los protagonistas en la información deportiva (1979-2010): noticias y titulares (2014). Estudios sobre el Mensaje Periodístico 20 (2), 1225
- Presencia y tratamiento de las deportistas en los medios de comunicación de Navarra. (2018)[13]
- La asignatura pendiente: periodismo deportivo en internet (2019) [14]
- Estudio diagnóstico del tratamiento de la información deportiva de mujeres en el deporte: análisis del lenguaje con Heidy Sofia Ríos Urdaneta. Consejo Superior de Deportes de España.[10]